# T-Pain
Faheem Najma Rasheed (Tallahassee, Florida, 30 de setembre de 1985), més conegut pel seu nom artístic de T-Pain, és un cantant de música rap, productor i actor estatunidenc, i és també el fundador del segell discogràfic Boy Entertainment, creat el 2005.
Va començar la seva carrera com a raper en el grup de Nappy Headz, fins que el 2005, va iniciar la seva carrera en solitari i va llançar el seu disc debut, Rappa Ternt Sanga, amb els èxits "I'm Sprung" i "I'm N Luv (Wit A Stripper)".
Al llarg de la seva carrera com a cantant, T-Pain ha utilitzat àmpliament l'efecte Auto-Tune en les seves cançons. Des del llançament del seu àlbum debut, T-Pain ha produït nombrosos èxits de la seva autoria i d'altres rapers i cantants de R&B, i ha tingut també molts singles top ten en el Billboard Hot 100.
El 2008, va guanyar un Grammy amb Kanye West per al single "Good Life". El 2010 va guanyar un altre Grammy amb Jamie Foxx pel single "Blame It".

## Discografia principal
Àlbums d'estudi
- 2005: Rappa Ternt Sanga
- 2007: Epiphany
- 2008: Thr33 Ringz
- 2011: RevolveЯ
- 2013: Stoicville: The Phoenix

Altres
- 2010: Freaknik: The Musical (banda sonora de la pel·lícula)